# Djupadalen i Karleby
Djupadalen i Karleby är ett naturreservat i Falköpings kommun i Västergötland.
Reservatet avsattes som naturreservat 1953 och är 2 hektar stort.
Området ligger sydost om Falköping där Djupadalsbäcken skurit en djup dalgång genom alunskiffer och sandstenen. Ravinen är orienterad i väst-östlig riktning och är ca 475 m lång. Områdets övre del är bevuxen med björk och andra lövträd. 
På kalkrika torrängar växer enbuskar, nypon, spåtistel, småfingerört, brudbröd, harmynta, jordtistel och backtimjan. Inom området kan man få se fåglar som göktyta och forsärla. 
Området ingår i EU:s ekologiska nätverk av skyddade områden, Natura 2000.
Geologen Gustaf Linnarsson undersökte Djupadalen på 1860-talet och använde studier av dalen i sin zonindelning av Västergötlands kambriska lager 1869.

## Galleri

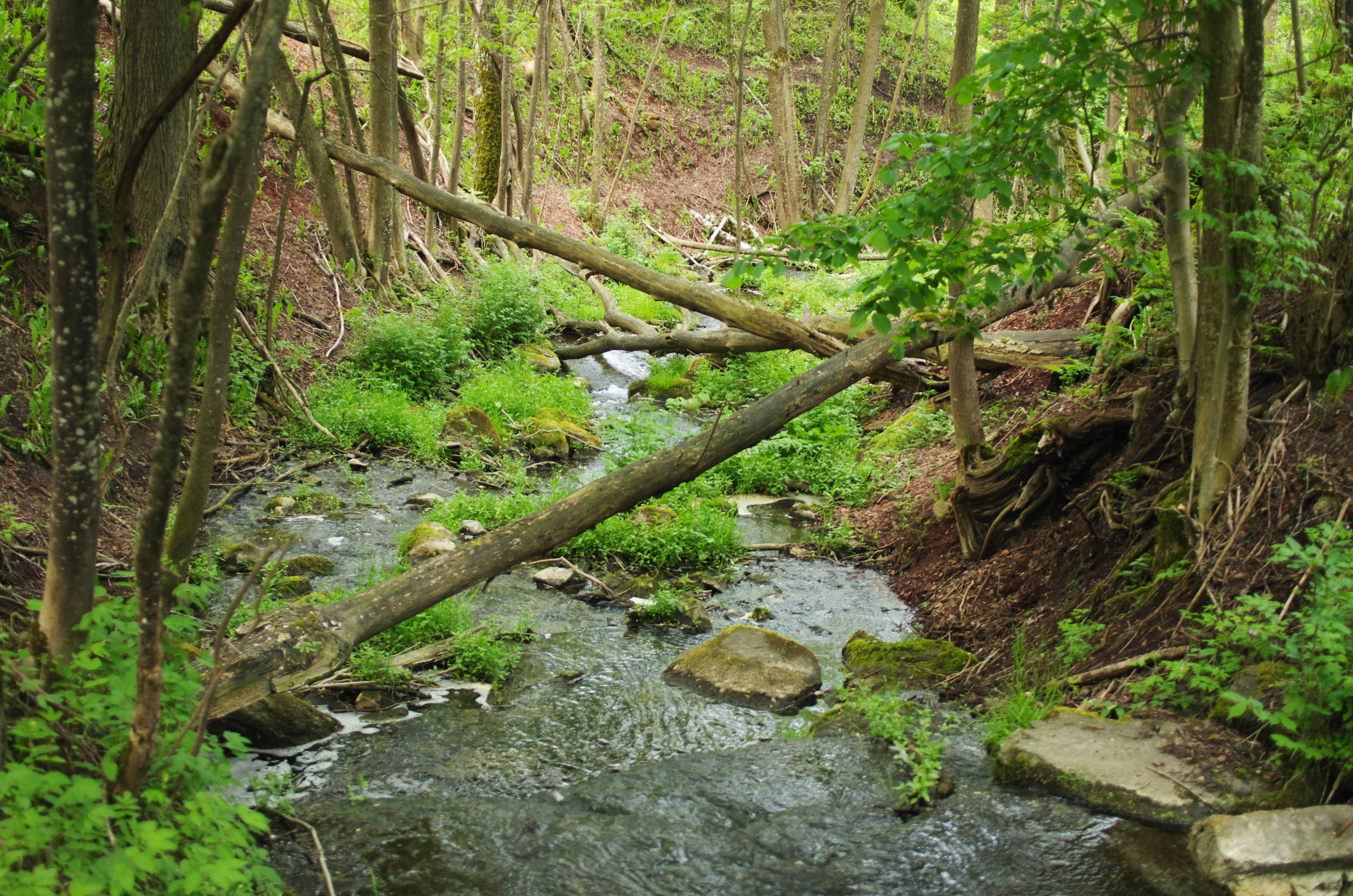
Djupadalsbäcken.
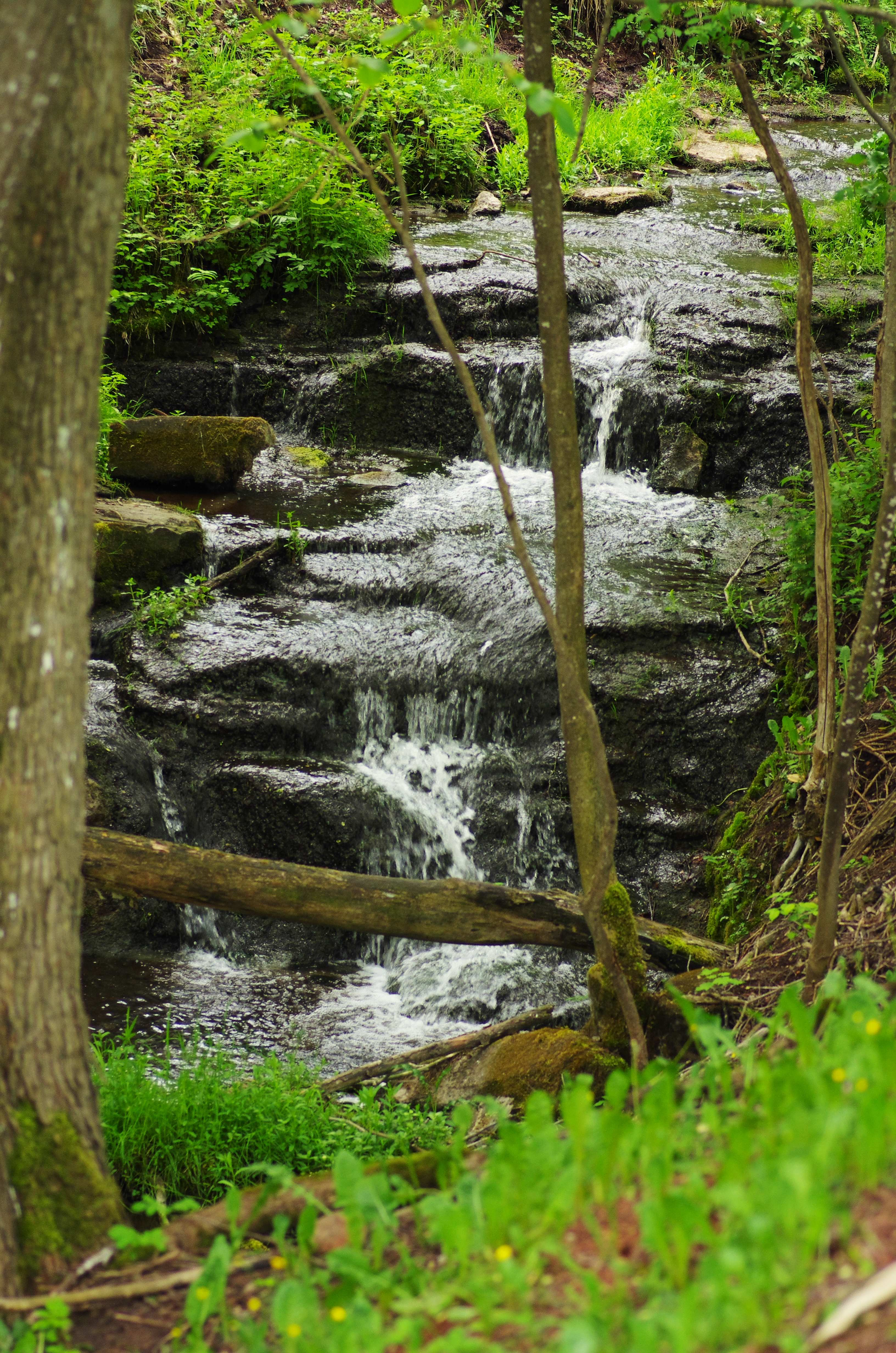
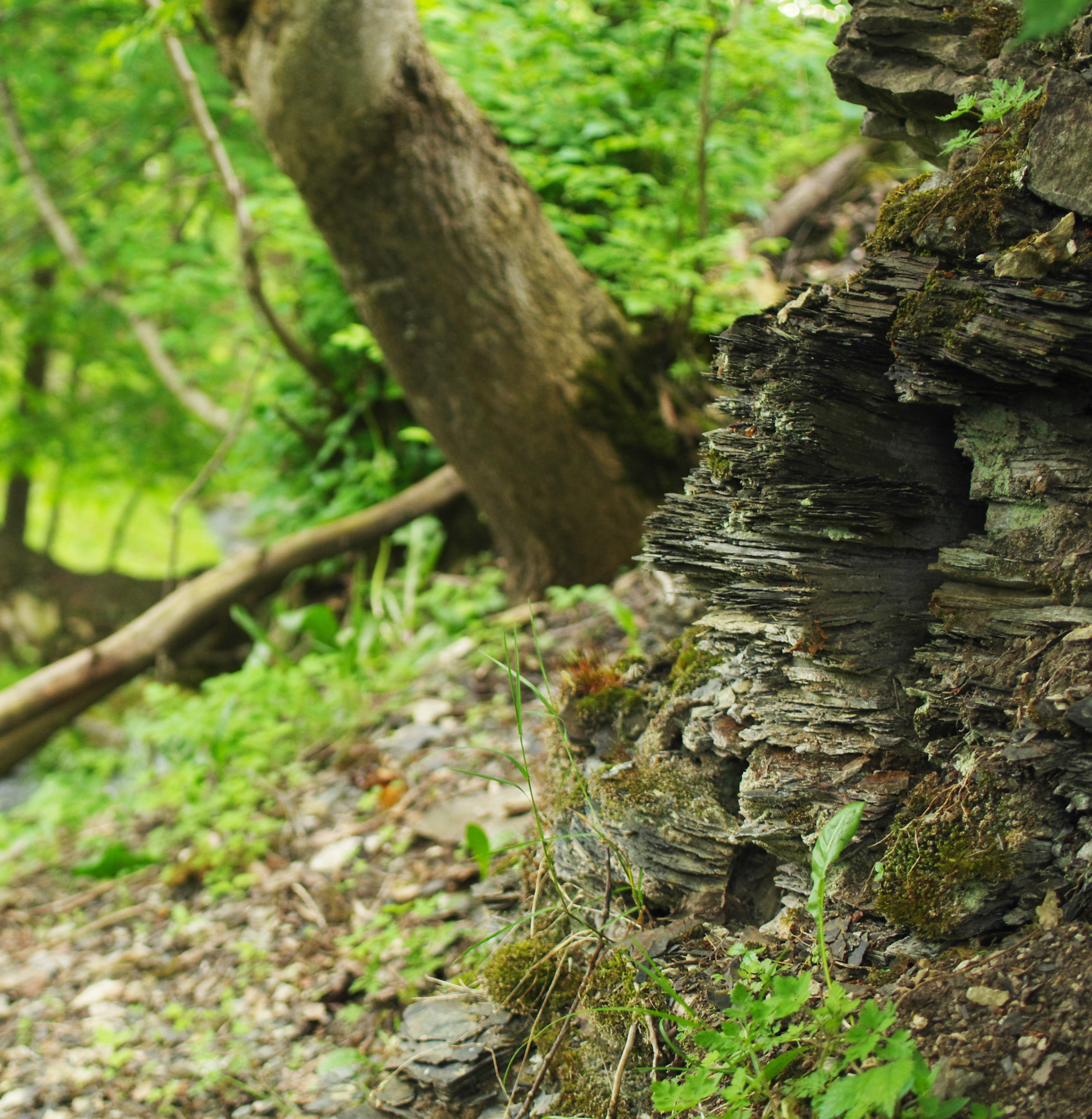
Skifferlager längst upp i djupadalen. Längre ner övergår berggrunden i sandsten.